# Spathoglottis velutina
Spathoglottis velutina är en orkidéart som beskrevs av Rudolf Schlechter. Spathoglottis velutina ingår i släktet Spathoglottis och familjen orkidéer.
Artens utbredningsområde är Sulawesi. Inga underarter finns listade i Catalogue of Life.